# تیموتی مانینگ
تیموتی مانینگ (انگلیسی: Timothy Munnings؛ زادهٔ ۲۲ ژوئن ۱۹۶۶) دونده اهل باهاما است.